# Chance the Rapper
Chancelor Bennett (n. 16 aprilie 1993, Chicago, Illinois, SUA), cunoscut sub numele de scenă Chance the Rapper sau Chance The Rapper, este un artist american de hip hop din cartierul West Chatham al orașului Chicago, Illinois. În 2013, a câștigat popularitate ca urmare a lansării celui de-al doilea mixtape, Acid Rap. Pe lângă cariera solo, acesta este membru al colectivului Save Money, împreună cu colaboratorul său, Vic Mensa. De asemenea, este vocalistul principal al formației The Social Experiment, care au lansat mult-apreciatul album Surf în mai 2015.
În mai 2016, Bennett a lansat al treilea mixtape, Coloring Book, către succes din punct de vedere critic și comercial.

## Anii de început
Chance a crescut în cartierul clasei de mijloc din sudul orașului Chicago, West Chatham. Fratele său mai mic, Taylor Bennett, este și el rapper. Tatăl său, Ken Williams-Bennett, a fost o prezență proeminentă în oraș: a servit ca asistent pentru fostul primar al Chicagoului, Harold Washington, și a lucrat pentru Barack Obama, senator la acea vreme. Williams-Bennett, care este în prezent șef adjunct al personalului primarului Rahm Emanuel, visează ca fiul său să aibă o funcție publică.
În primul an la liceul Jones College Prep, Chance a format duo-ul hip hop, Instrumentality, alături de un prieten. Multe din spectacolele de început ale lui Chance au avut loc la YOUmedia Lyricist Loft în cadrul Bibliotecii Harold Washington din Chicago. Într-un interviu, a menționat că primul album hip hop pe care l-a cumpărat și l-a ascultat a fost The College Dropout (2004) debutul rapperului Kanye West, tot din Chicago.

## Cariera muzicală

### 2011–12:Începuturile carierei și10 Day
La liceul Jones College Prep, unii din profesori i-au ridiculizat aspirațiile de a deveni muzician. În urma unei suspendări de zece zile pentru posesie de marijuana în campus, Bennett a înregistrat primul său proiect propriu-zis, un mixtape intitulat 10 Day (cunoscut și ca #10Day). În decembrie 2011 a lansat piesa „Windows” și a anunțat public proiectul său, 10 Day. După apariția piesei, în februarie 2012, publicația Complex l-a menționat pe Bennett în secțiunea „10 New Chicago Rappers to Watch Out For” (n. tr. „10 rapperi noi din Chicago la care să fii atent”). Bennett a spus că a petrecut „în jur de opt luni înregistrând, scriind și creând relații în dorința de a scoate ceva.” După aproape un an în care a lucrat la proiect, Bennett l-a lansat pe 3 aprilie 2012. De atunci, a fost descărcat de peste 300,000 de ori, conform siteului Datpiff. Mixtapeul a fost bine primit pe plan local și l-a ajutat pe Bennett să formeze relații cu producători precum Chuck Inglish, Kenny Jame$ sau Blended Babies. Proiectul a atras atenția revistei Forbes, care l-a inclus în secțiunea Cheap Tunes. Înainte de a scrie și înregistra 10 Day, Chance The Rapper a mai avut două mixtapeuri: Good Enough și The Back to School Pack EP.
În iulie 2012, Bennett a apărut pe Royalty, al șaselea mixtape al rapperului american Childish Gambino, pe piesa „They Don't Like Me”. Gambino l-a invitat ulterior să-l acompanieze în turneul din 2012, ca artist în deschidere.

### 2013:Acid Rapși faima
Chance a lansat cel de-al doilea mixtape, Acid Rap, în data de 30 aprilie 2013. A fost descărcat de peste un milion de ori de pe siteul Datpiff. Proiectul include apariții din partea lui Twista, Vic Mensa, Saba, BJ the Chicago Kid, Action Bronson, Childish Gambino și Ab-Soul. Acid Rap a fost lăudat de critici și fani deopotrivă. Pe Metacritic, mixtapeul a primit o medie de 86, din partea a 21 de critici, scor ce indică „succes universal”. A fost nominalizat pentru Cel mai bun mixtape la ediția din 2013 a premiilor BET Hip Hop.
În iunie 2013, Bennett a apărut într-o reclamă pentru MySpace, ca parte a relansării platformei, alături de alți rapperi precum Mac Miller, Pharrell și Schoolboy Q. În iulie 2013, Acid Rap a debutat pe locul 63 în Top R&B/Hip-Hop Albums al Billboard, datorită vânzărilor false pe platformele iTunes și Amazon. În august 2013, Bennett a interpretat la festivalul de muzică Lollapalooza, din Chicago. Acid Rap a apărut pe numeroase topuri ale celor mai bune albume ale anului, printre care locul 26 dat de Rolling Stone, locul 12 pe lista Pitchfork, și locul 4 dat de Complex.
Chance a interpretat în turneul Social Experiment, din 25 octombrie până în 19 decembrie 2013. A colaborat cu Childish Gambino pe o piesă de pe noul său album, Because the Internet, care a apărut pe data de 6 decembrie 2013.

### 2014–prezent: The Social Experiment șiColoring Book
În martie 2014, Bennett a apărut într-un video online pentru Dockers, promovând colecția de primăvară a brandului și vorbind despre stilul său, dragostea pentru muzică și viața în Los Angeles. Pe 5 mai 2014, publicația XXL a dezvăluit că Bennett va face parte din lista nou veniților a anului, alături de alți rapperi în căutarea succesului, precum Isaiah Rashad, Ty Dolla $ign, Rich Homie Quan, Vic Mensa, August Alsina, Troy Ave, Kevin Gates, Lil Bibby, Jon Connor, Lil Durk și Jarren Benton. În noiembrie 2014, primarul orașului Chicago, Rahm Emanuel, i-a oferit lui Bennett premiul pentru „Outstanding Youth of the Year” (n. tr. „Tânărul anului”).
În ianuarie 2015, Forbes l-a pus pe Bennett pe locul #7 în lista muzicală „30 Under 30” (n. tr. „30 sub 30”). În martie 2015, Bennett a lansat filmul de scurtmetraj Mr. Happy, regizat de Colin Tilley. Povestea lui Mr. Happy se învârte în jurul personajului principal, Victor, care se luptă cu depresia. După numeroase încercări eșuate de a se sinucide, îl descoperă pe Mr. Happy. Pe 30 aprilie 2015, Bennett a ținut un curs la institutul Hip Hop Archive & Research în cadrul Universității Harvard. Cu puțin înaintea miezului nopții, în data de 28 mai 2015, a lansat Surf, gratuit pentru utilizatorii iTunes din Statele Unite. Albumul a generat răspunsuri pozitive din partea criticilor, având o medie de 86 pe Metacritic, indicând „succes universal”.
În iunie 2015, Chance a interpretat la festivalul Bonaroo. A avut o apariție surpriză pe scenă, alături de rapperul Kendrick Lamar și formația Earth, Wind & Fire. Pe 19 iulie 2015, Chance the Rapper și Lil B au anunțat că au înregistrat un album împreună, intitulat „Free Based Freestyles Mixtape”. Pe 13 octombrie 2015, Chance a lansat un videoclip pentru o piesă nouă, intitulată „Family Matters”. Piesa este o prelucrare a piesei „Family Business” interpretată de Kanye West de pe albumul The College Dropout (2004). Cu câteva zile înainte a apărut un videoclip pe internet, înfățișându-l pe Chance interpretând o piesă nouă în direct, finalizând cu cuvintele „al treilea mixtape”, făcându-i pe mulți să creadă că așteptarea pentru următorul său proiect va lua sfârșit curând. Pe 27 octombrie 2015, Chance a cântat în premieră o piesă nouă alături de Saba, intitulată „Angels”, în talk showul The Late Show with Stephen Colbert. Pe 12 decembrie 2015, Chance a interpretat la Saturday Night Live o altă piesă nouă, „Somewhere in Paradise”.
În 2016, Chance a apărut pe noul album al lui Kanye West, The Life of Pablo, scriind și interpretând piesa „Ultralight Beam”. A adus contribuții și la piesele „Father Stretch My Hands Pt. 1”, „Famous”, „Feedback”, și „Waves”. După spusele lui West, lansarea proiectului a fost amânată deoarece Chance dorea ca piesa „Waves” să ajungă pe album. Chance a apărut în piesa „Need To Know” de pe albumul nou al duo-ului hip hop Macklemore & Ryan Lewis. Pe 16 aprilie 2016, Chance s-a întâlnit cu președintele Barack Obama la Casa Albă, pentru a discuta despre un proiect de caritate. La întâlnire au mai participat Alicia Keys, Busta Rhymes, Janelle Monáe, J. Cole și alții.
Pe 12 mai 2016, a fost lansat cel de-al treilea mixtape al lui Chance, intitulat Coloring Book (promovat sub numele de Chance 3), exclusiv prin Apple Music. În prima săptămână, piesele de pe mixtape au fost redate de peste 57.3 milioane de ori (echivalentul a 38,000 exemplare vândute), iar proiectul a debutat pe locul 8 în Billboard 200. Mixtapeul a fost primit extrem de bine de către critici, având o medie de 90 pe Metacritic, indicând „succes universal”. Pe 15 septembrie 2016, Chance își începe turneul Magnificent Coloring World Tour în San Diego.
Pe 13 iulie 2016, alături de baschetbalistul Kareem Abdul-Jabbar, îi aduce un tribut muzical boxerului Muhammad Ali.

## Artă
În interviuri cu publicațiile XXL și Complex, Chance a spus că influențele sale sunt Kanye West, James Brown, MC Hammer, Prince, Lupe Fiasco, Common, Lil Wayne, Esham, Eminem, Souls of Mischief și Freestyle Fellowship. Pe tema influențelor gospel din muzica sa, a menționat că Kirk Franklin este unul din artiștii săi preferați, respectiv compozitorul preferat.

## Viață personală
În iulie 2015, Chance a anunțat că va avea un copil cu prietena sa, Kirsten, cu care e împreună din 2013. Kirsten a născut în septembrie 2015.
În octombrie 2015, la showul Ebro in the Morning al radioului HOT97, Chance a dezvăluit că numele fiicei sale este Kinsley.

## Discografie

### Mixtapeuri
- 10 Day (2012)
- Acid Rap (2013)
- Coloring Book (2016)

### Colaborări
- Surf (2015) (cu Donnie Trumpet & The Social Experiment)
- Free (Based Freestyles Mixtape) (2015) (cu Lil B)

## Turnee
- Magnificent Colouring World Tour (2016)

## Premii și nominalizări

### BET Hip Hop Awards
| An   | Nominalizare      | Categorie               | Rezultat     | Ref.   |
| ---- | ----------------- | ----------------------- | ------------ | ------ |
| 2013 | Acid Rap          | Best Mixtape            | Nominalizat  | [ 26 ] |
| 2016 | Chance the Rapper | Lyricist of the Year    | În așteptare | [ 58 ] |
| 2016 | Chance the Rapper | Best New Hip Hop Artist | În așteptare | [ 58 ] |
| 2016 | Coloring Book     | Best Mixtape            | În așteptare | [ 58 ] |

### MTV Video Music Awards
| An   | Nominalizare | Categorie          | Rezultat    | Ref.   |
| ---- | ------------ | ------------------ | ----------- | ------ |
| 2016 | "Angels"     | Best Hip-Hop Video | Nominalizat | [ 59 ] |

## Filmografie
| Televiziune | Televiziune                        | Televiziune       |
| An          | Emisiune                           | Rol               |
| ----------- | ---------------------------------- | ----------------- |
| 2013        | The Eric Andre Show                | El însuși         |
| 2013        | The Arsenio Hall Show              | El însuși         |
| 2014        | Black Dynamite                     | Bob Marley (voce) |
| 2015        | The Late Show with Stephen Colbert | El însuși         |
| 2015        | Saturday Night Live                | El însuși         |
| 2016        | The Tonight Show                   | El însuși         |

| Scurtmetraje | Scurtmetraje | Scurtmetraje |
| ------------ | ------------ | ------------ |
| 2015         | Mr. Happy    | Victor       |